# Valerian Gracias
 Valerian Gracias (født 23. oktober 1901 i Karachi i Britisk Indien, nu Pakistan, død 11. september 1978 i Mumbai i Indien) var en af den katolske kirkes kardinaler, og var ærkebiskop af Mumbai 1950-1978. 
Han deltog under Det andet Vatikankoncil 1962-1965. 
Han blev udnævnt til kardinal af pave Pius XII i 1953.
Han deltog i konklavet 1958, som valgte Pave Johannes 23., og i konklavet 1963, som valgte Paul VI. 
Han var for syg til at deltage i konklavet august 1978, som valgte Pave Johannes Paul 1. nogen dage, før Gracias døde i Mumbai.